# Інтерполяція випадкового процесу
Інтерполя́ція випадко́вого проце́су — одна із задач прогнозу теорії випадкових процесів. Лінійна інтерполяція випадкового процесу полягає в побудові оцінки {\displaystyle \xi (t)} значення процесу {\displaystyle {\bar {\xi }}(t)} у момент часу {\displaystyle \tau \ (0<\tau <T)}, яка лінійно виражається через спостереження {\displaystyle \xi (t)} при {\displaystyle t\leq 0} і {\displaystyle t\geq T}. При цьому звичайно шукають оцінки {\displaystyle {\tilde {\xi }}(t)}, для яких квадрат середньоквадратичної похибки {\displaystyle \sigma ^{2}(t)=M\left|\xi (t)-{\tilde {\xi }}(t)\right|^{2}} є мінімальним. Явні формули для вирішення задачі інтерполяції випадкового процесу отримані для стаціонарних випадкових процесів з
дробово-раціональною спектральною густиною. Наприклад, якщо спектральна густина процесу {\displaystyle \xi (t)} дорівнює {\displaystyle f(\lambda )={\frac {c}{\lambda ^{2}+\alpha ^{2}}}} то {\displaystyle {\tilde {\xi }}(t)={\frac {1}{sh\ \alpha T}}(\xi (0)\ sh\ \alpha (T-\tau )+\xi (T)\ sh\ \ \alpha \tau )}.
Вперше задачу лінійної інтерполяції випадкового процесу для стаціонарної послідовності {\displaystyle \xi _{n}} спектральною густиною {\displaystyle f(\lambda )}, що спостерігається при всіх {\displaystyle n}, окрім {\displaystyle n=0}, розглянув радянський математик О. М. Колмогоров. Виявилося, що квадрат середньоквадратичної похибки інтерполяції {\displaystyle \xi _{0}} дорівнює
{\displaystyle \sigma ^{2}=2\pi \left[\int _{-\pi }^{\pi }{\frac {d\lambda }{f(\lambda )}}\right]^{-1}}.
Інтерполяція практично безпомилкова, якщо
{\displaystyle \int _{-\pi }^{\pi }{\frac {d\lambda }{f(\lambda )}}=+\infty }.